# John Allen Campbell
John Allen Campbell (8 de outubro de 1835 – 14 de julho de 1880) foi um político e oficial do Exército dos Estados Unidos. Durante a Guerra Civil Americana, ele avançou de tenente para general. Ele foi nomeado o primeiro Governadores do Território de Wyoming em 1869 e novamente em 1873. Em 1875, atuou como Secretário Adjunto de Estado, o secretário de estado era Hamilton Fish.